# 영국의 축구

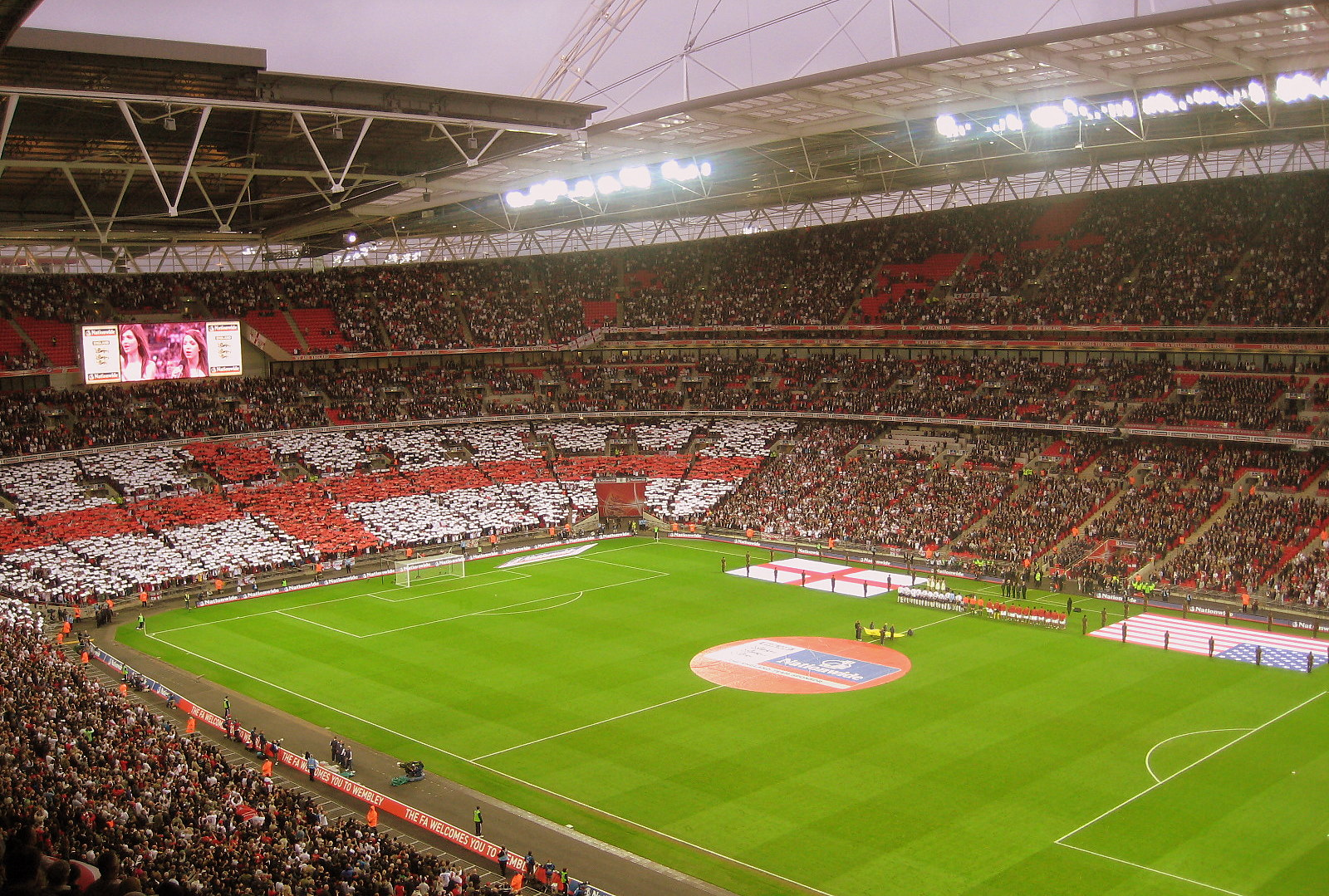

축구는 영국에서 가장 인기있는 스포츠 종목이다. 축구는 영국에서 발달했으며, 영국인의 삶에서 중요하게 자리매김하고 있다.

## 조직
영국의 다른 스포츠와 마찬가지로 축구도 영국 전체를 기반으로 하지 않고, 잉글랜드, 스코틀랜드, 웨일스, 북아일랜드 별로 따로 경기가 열리고 있다. 각 지역별로 별도의 국가대표팀과 축구 리그가 존재한다.

## 축구 협회
지역 별로 별도로 잉글랜드 축구 협회, 스코틀랜드 축구 협회, 웨일스 축구 협회, 북아일랜드 축구 협회가 조직되어 있다. 각 축구 협회는 각 지역의 축구 행정 전반을 관할한다.
잉글랜드 축구 협회(The Football Association, FA)는 1863년에 창설되었다. 축구 협회의 원래 관할이 잉글랜드만이었는지, 아니면 영국 또는 세계 전체였는지는 명확하지 않다. 그러나 각 지역별 축구 협회와 FIFA가 창설되면서 이 문제는 정리되었다.
영국의 네 축구 협회는 축구에서 중요한 역할을 하고 있다. 축구 규칙을 제정하는 국제축구평의회(IFAB)에서 네 자리를 차지한다. (나머지 네 자리는 FIFA 몫이다.)

## 국가대표팀
영국 축구 국가대표팀은 따로 없다. 대신 잉글랜드, 스코틀랜드, 웨일스, 북아일랜드의 대표팀이 각각 존재한다. 선수의 대표 자격(선수들은 모두 영국 국적으로 영국 여권을 가지고 있을 뿐이다)이 문제가 되기도 하지만, 대개 그나 그의 부모, 조부가 태어난 곳을 기준으로 한다(겹칠 경우, 그 중에서 하나를 선수가 선택한다). 맨섬이나 채널 제도 등의 영국 왕실령처럼 법적으로는 영국이 아닌 지역 출신도 네 팀 중 하나를 선택하여 참가할 수 있다.
경우에 따라 영국 전체
를 대표하는 팀이 있던 적이 있다. 대표적인 예가 하계 올림픽이다. 하계 올림픽 축구 경기에는 초창기에는 아마추어 선수만이 참여할 수 있었고 잉글랜드 아마추어 대표팀이 영국 대표팀의 이름을 달고 올림픽에 출전하도록 영국 올림픽 위원회가 결정하였다. 그러나 잉글랜드 축구협회가 아마추어 선수와 프로 선수의 구분을 없앤 이후부터 아마추어 규정 때문에 영국 올림픽 대표팀은 결성되지 못하였다. 그리고 최근에는 23세 이하의 선수들로 구성된 올림픽 경기에 참여하고 있으며, 영국은 어떤 대표팀도 경기에 출전시키지 않고 있다. 이는 영국이 네 지역별 대표팀을 운영하거나, 하나의 연합대표팀을 운영하던지 하나만을 선택하도록 하는 FIFA(국제축구연맹)의 압력 때문이다. 런던이 2012년 하계 올림픽을 유치하게 되면서 영국 대표팀에 대한 요구가 더 증가하였다. 제프 블라터 당시 FIFA 사무총장은 공개적으로 영국 올림픽 축구팀이 네 지역의 독자성에는 영향이 없다고 공개적으로 언급하기도 했다. 잉글랜드, 웨일스, 북아일랜드는 이 제안을 구체화하려는 계획이 있다고 불확실하게나마 말했으나, 스코틀랜드는 이를 수락했다.